# 黑龙潭及龙王庙
黑龙潭及龙王庙，位于北京市海淀区温泉镇画眉山。

## 历史
自颐和园向西，沿京密引水渠旁边的温颐公路，过冷泉村，便进入温泉镇辖区。顺着温颐公路可见一座小山，即“画眉山”，黑龙潭龙王庙便位于山顶。《帝京景物略》载，“黑龙潭在金山口北，依岗有龙王庙，碧殿丹垣，廊前为潭，土人云有黑龙潜其中，故名黑龙潭。”当地人传说黑龙是东海龙王之子，一年外出归来，发现栖身的龙潭遭一条白龙占据，白龙常幻化为白衣秀士作恶，危害百姓，黑龙乃和白龙在半空中厮杀，最终黑龙将白龙摔死在画眉山上，黑龙重返黑龙潭。传说，画眉山上一块大石头至今仍有很深的沟槽，是白龙被摔死之处，被当地人称为“摔龙石”。

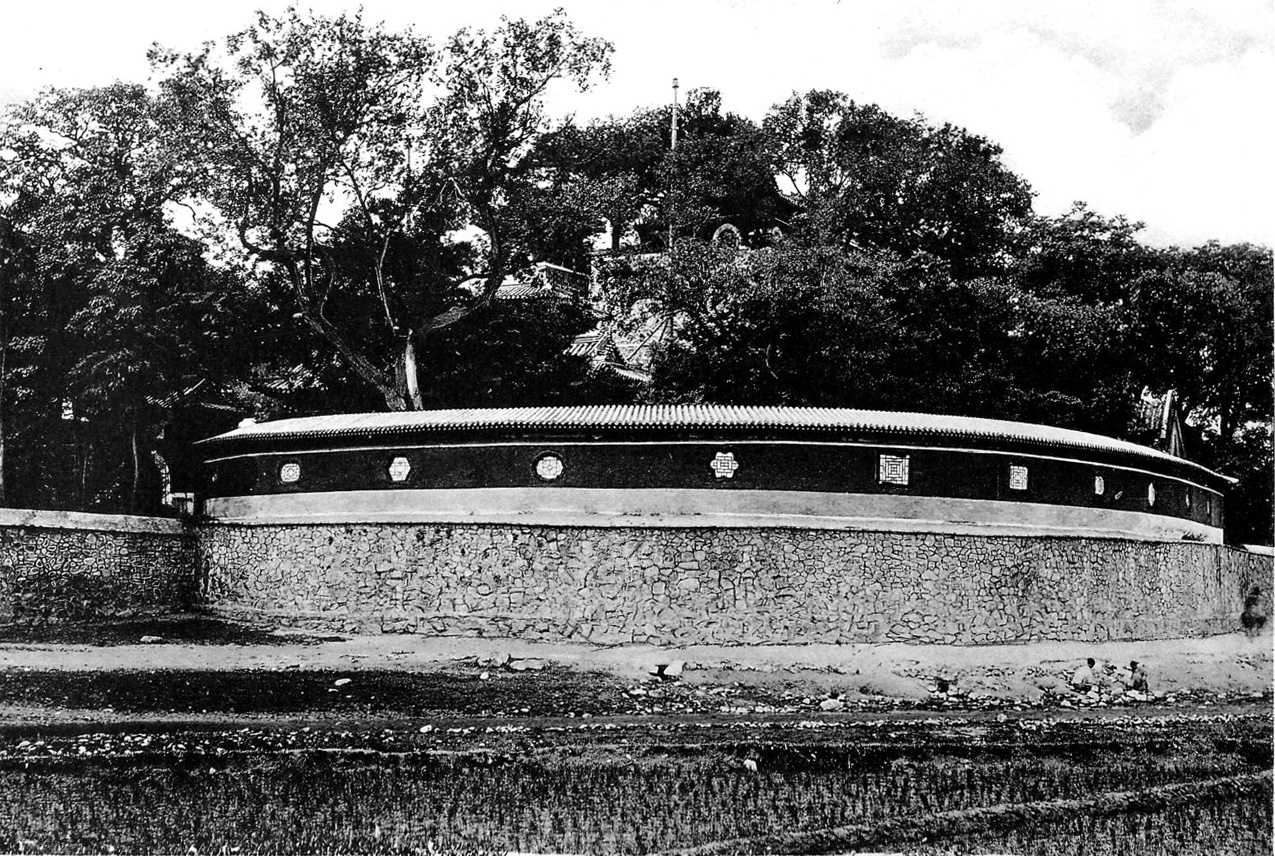
1902年《Ein Tagebuch in Bildern》中的黑龙潭

龙王庙的始建年代不详，明朝成化二十二年（1486年）、万历十四年（1586年）、清朝康熙二十年（1681年）均曾重修。
旧时遇到干旱，附近几十里的水源都枯竭时，唯有黑龙潭水终年不绝。无论雨量多大，黑龙潭水也不涨；干旱时，黑龙潭水也不下降。黑龙便成为传说中掌管云雨之神，对逢干旱求雨者，有求必应。村民为答谢黑龙之恩，出资出力供奉龙王庙。

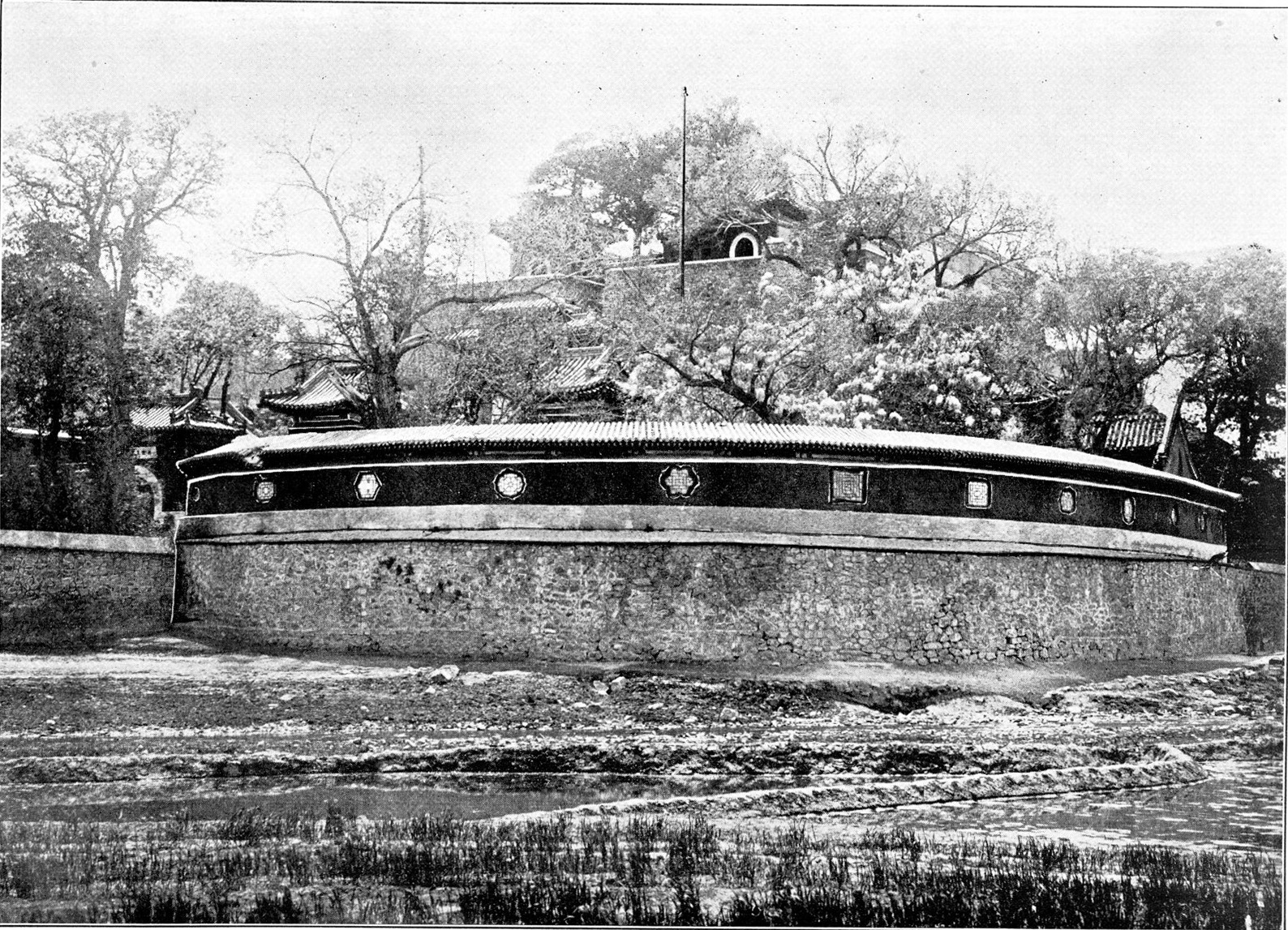
1906年《Peking》中的黑龙潭

明朝万历帝和清朝康熙帝、乾隆帝等皇帝，均曾来此处祈雨、观潭。为此，龙王殿南侧还兴建了供皇帝休憩的行宫数十间。传说，乾隆帝88岁时，还曾亲来该庙向龙王叩头。为此，乾隆帝破例将该庙顶上的绿琉璃瓦换成皇家专用的黄琉璃瓦。
明清两朝，黑龙潭祈雨活动规格高、规模大。每次祈雨，先由钦天监择日，拟出王公大臣参加祈雨者名单及祈雨规模，随后由礼部奏请皇帝批准，再由翰林院撰写祝文。为了显示虔诚，皇帝来此时不乘辇，不设置卤薄，躬亲祝帛。农历每年四月，龙王庙举办庙会，附近各村的小车会、高跷会、五虎棍、幡会等民间花会云集，有时还外请戏班前来唱戏，前来参加庙会的游人成千上万。

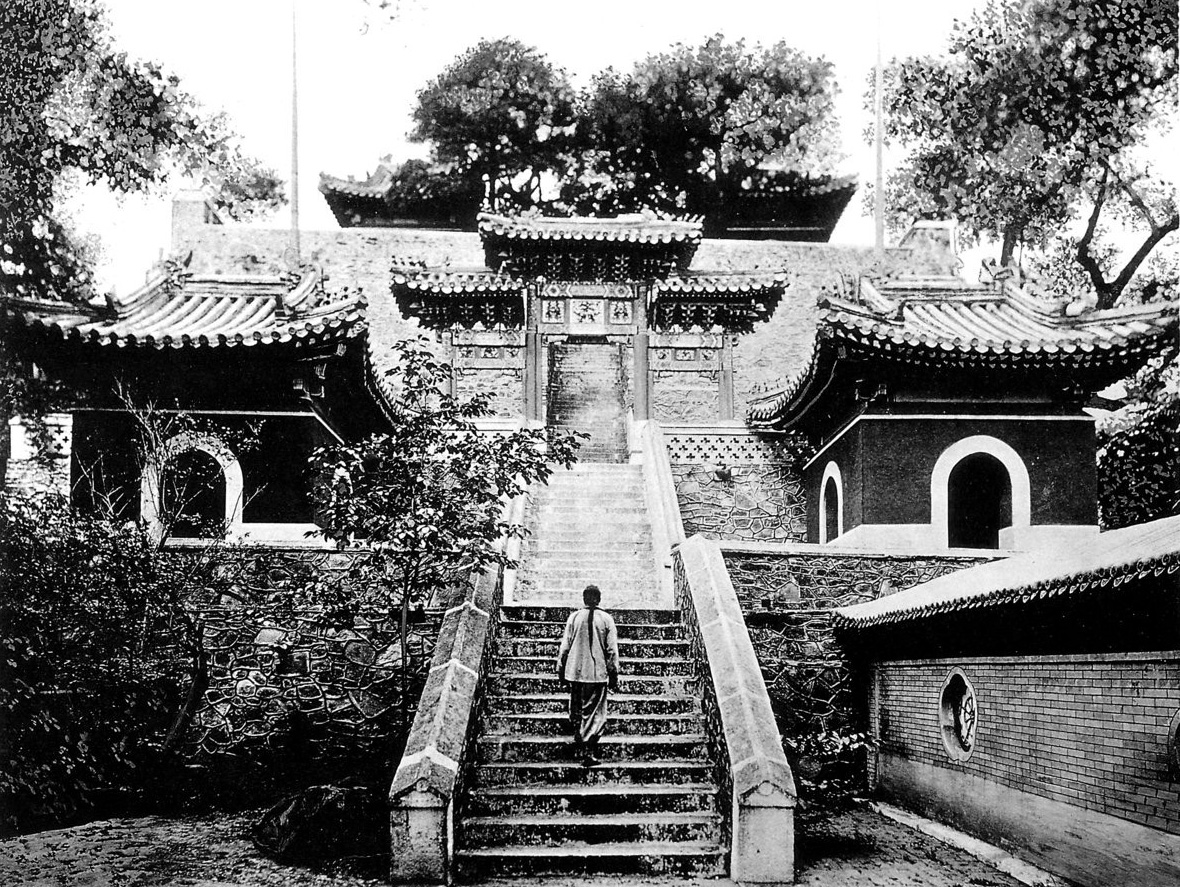
1902年《Ein Tagebuch in Bildern》中的黑龙潭

中华人民共和国成立后，黑龙潭及龙王庙被辟为疗养院。1984年5月，“黑龙潭及龙王庙”被定为第三批北京市文物保护单位。1991年，北京市文物局、北京市卫生局筹资重修。
2003年，黑龙潭及龙王庙作为京杭大运河北京段的一部分，列为第六批全国重点文物保护单位——京杭大运河的子项。2013年，并为第七批全国重点文物保护单位大运河的子项。

## 建筑
黑龙潭龙王庙依山而建，坐西朝东。整座庙宇在绿树丛中，环境清雅。主要建筑有：
- 山门：山门额题“敕建黑龙王庙”，未书年款，题字年代不详。山门顶覆黄琉璃筒瓦，鸱兽吻大脊。山门一间，进深1.8米，面阔5米。
- 黑龙潭：山门北面是黑龙潭，四周建有一座半圆形回廊，宽1米余，回廊内侧被30余根木柱分隔为33间，回廊为灰瓦白墙，墙壁上有圆形、方形、棱形、扇形等形状的什锦窗。根据地方志记载，黑龙潭面积十亩，水自石罅中流去，终年有水下溢到田间。21世纪初，因为超采地下水，黑龙潭水深不盈尺。
- 牌楼：沿着花岗岩石阶走过11级，南、北两侧各有一座碑楼，均为黄琉璃筒瓦歇山顶木结构牌楼。
- 碑亭：石碑上刻有清朝雍正帝和乾隆帝的御笔，记载了龙王庙的历史及皇帝来该庙求雨的经过。碑座都是二龙戏珠图案。
- 龙王殿：登上7级石阶进入一座琉璃门，便来到龙王殿所在院落。进门登上11级台阶来到平台，再登3级台阶便可来到龙王殿。龙王殿面阔3间，歇山式前山卷棚抱厦，顶覆黄琉璃瓦，殿内正中供奉龙王坐像。殿侧立着明朝成化年间的汉白玉石碑一座，碑上记述了龙王庙建庙经过。碑文记载，龙王庙建于明朝成化二十二年（1486年），清朝康熙二十年（1681年）重建。清朝乾隆三年（1738年），封龙神为“昭灵沛泽龙王之神”。[1]